# Nigel Henderson
Nigel Henderson (* 1. April 1917 in London; † 15. Mai 1985 in Thorpe-le-Soken, Essex) war ein britischer Fotograf.

## Leben und Werk
Nigel Henderson ist der Sohn von Wyn Henderson. Durch sie kam Nigel Henderson schon früh in Kontakt mit Max Ernst, Marcel Duchamp und anderen Künstlern. Henderson studierte von 1935 bis 1936 am Chelsea Polytechnic. Im Krieg wurde er Pilot. In den späten 1930er Jahren entstanden Malereien und Collagen, die von Yves Tanguy beeinflusst waren. 1943 heiratete er die Anthropologin Judith Stephen. Henderson widmete sich zwischen 1949 und 1952 der Straßenfotografie, vorwiegend in Bethnal Green, wobei Henri Cartier-Bresson als eines seiner künstlerischen Vorbilder gilt.
Von 1945 bis 1949 studierte er an der Slade School of Fine Art in London und knüpfte unter anderem Kontakte mit Eduardo Paolozzi und William Turnbull. Nigel Henderson war gemeinsam mit Richard Hamilton, Eduardo Paolozzi, Lawrence Alloway und Reyner Banham Mitglied der englischen Independent Group, die einen Ausgangspunkt jener Bewegung bildete, die später zur Pop Art wurde. 
Alison und Peter Smithson stellten mit Nigel Henderson auf der documenta X die Arbeit Grille aus.